# Parco nazionale di Ba Vi
Il parco nazionale di Ba Vi (in vietnamita:Vườn quốc gia Ba Vì) è un'area naturale protetta nella parte settentrionale del Vietnam, nella regione del Delta del Fiume Rosso. È stato istituito nel 1991 e occupa una superficie di 69.86 km² sul massiccio di Ba Vì, caratterizzato da una vasta foresta vergine. Il fiume principale che lo attraversa è il Da.
Nel parco si conserva un importante ecosistema, caratterizzato da una grande varietà di specie: tra le piante vascolari si contano 812 specie, mentre per la fauna sono stati catalogate 44 specie di mammiferi, 114 specie di uccelli, 15 di rettili e 9 di anfibi.